# 12,8-cm-Flak-Zwilling 40
Der 12,8-cm-Flak-Zwilling 40 war eine Flugabwehrkanone der Wehrmacht im Zweiten Weltkrieg.

## Geschichte
Der 12,8-cm-Flak-Zwilling 40 war eine Weiterentwicklung der 12,8-cm-Flak 40. Durch das zweite Rohr verdoppelte sich die Feuergeschwindigkeit auf bis zu 28 Schuss pro Minute. Das verdoppelte Gewicht spielte keine Rolle, da die Flak nur ortsfest in Sockellafette, zumeist auf Flaktürmen oder beispielsweise am Mitteldeutschen Flakgürtel eingesetzt wurde.
Von der sehr teuren Flak wurden nur sehr wenige von der Hanomag in Hannover und der Oberschlesischen Gerätebau GmbH in Laurahütte hergestellt. Der höchste Bestand wurde im Januar 1945 mit 33 Stück erreicht.
Der 12,8-cm-Flak-Zwilling 40 konnte 26 Kilogramm schwere Sprenggranaten 14.800 Meter hoch schießen. Die Lebensdauer eines Rohres betrug ungefähr 1000 bis 2000 Schuss.